# 애덤 푸트
애덤 데이비드 버넌 푸트(영어: Adam David Vernon Foote, 1971년 7월 10일 ~ )는 캐나다의 은퇴한 아이스하키 선수로 현역 시절 포지션은 수비수이다.